# Staurastrum manfeldtii
Staurastrum manfeldtii là một loài Song tinh tảo trong họ Desmidiaceae, thuộc chi Staurastrum.